# George B. Seitz
Pour les articles homonymes, voir Seitz.
George B. Seitz est un réalisateur, scénariste, producteur et acteur américain, né le 3 janvier 1888 à Boston, dans le Massachusetts, et mort le 8 juillet 1944 à Hollywood, en Californie.

## Biographie
Il a d'abord été dramaturge puis écrivain pour des magazines Pulp "haut de gamme" tels que Adventure et People's Magazine.
Ses débuts au cinéma ont majoritairement eu lieu à Fort Lee, dans l’État du New Jersey, qui était alors la capitale du cinéma américain et du monde : de nombreux studios s'y trouvaient avant qu'ils ne démangent tous à Hollywood vers 1930.
George B. Seitz est connu pour les scénarios qu'il a écrits pour les feuilletons cinématographiques d'action tels que Les Mystères de New York (1914) et The Perils of Pauline (1914).
Il a tourné plus d'une centaine de films, écrit plus de trente scénarios et a joué dans sept films en tant qu'acteur. Il a travaillé chez Columbia Pictures et Metro-Goldwyn-Mayer, où durant les années 1930 et 1940 il a réalisé onze films de la série à succès Andy Hardy.
George B. Seitz meurt à Hollywood en 1944 à l'âge de 56 ans.
Il est le père de George B. Seitz Jr., écrivain et réalisateur dans les années 1940 et 1950 au cinéma et à la télévision.

## Filmographie

### comme réalisateur

#### Années 1910
- 1914 : Les Mystères de New York (The Exploits of Elaine)
- 1915 : The Romance of Elaine
- 1916 : Le Masque aux dents blanches (The Iron Claw) coréalisé avec Edward José
- 1917 : La reine s'ennuie (The Fatal Ring)
- 1918 : La Maison de la Haine (The House of Hate)
- 1918 : The Honest Thief
- 1918 : Getaway Kate
- 1919 : Par amour (The Lightning Raider)
- 1919 : Bound and Gagged
- 1919 : Par la force et par la ruse (The Black Secret)

#### Années 1920
- 1920 : Pirate Gold (en)
- 1920 : Velvet Fingers
- 1920 : Rogues and Romance
- 1921 : Les Rôdeurs de l'air (The Sky Ranger)
- 1921 : Hurricane Hutch
- 1922 : Go Get 'Em Hutch
- 1922 : Speed
- 1923 : Pillage (Plunder)
- 1924 : The Way of a Man
- 1924 : Leatherstocking
- 1924 : The Fortieth Door
- 1924 : Dans les mailles du filet (Into the Net)
- 1924 : Galloping Hoofs
- 1925 : Sunken Silver
- 1925 : Blanco, cheval indompté (Wild Horse Mesa)
- 1925 : La Race qui meurt (The Vanishing American)
- 1926 : La Roche qui tue (Desert Gold)
- 1926 : La Dernière Frontière (The Last Frontier)
- 1926 : The Ice Flood (en)
- 1926 : Pals in Paradise
- 1926 : Jim, the Conqueror
- 1927 : Swope le cruel (The Blood Ship)
- 1927 : Great Mail Robbery
- 1927 : The Isle of Forgotten Women
- 1927 : The Tigress
- 1927 : L'Escalier des cent marches (The Warning)
- 1928 : After the Storm
- 1928 : Ransom
- 1928 : Méfiez-vous des blondes (Beware of Blondes)
- 1928 : Court-Martial
- 1928 : Le Gosse du cirque (The Circus Kid)
- 1928 : L'Amazone des mers (Blockade)
- 1928 : Hey Rube!
- 1929 : Magie noire (Black Magic)

#### Années 1930
- 1930 : Murder on the Roof
- 1930 : Guilty?
- 1930 : Midnight Mystery
- 1930 : Danger Lights
- 1931 : The Lion and the Lamb
- 1931 : Docteur Karlov (Drums of Jeopardy)
- 1931 : Arizona
- 1931 : Shanghaied Love
- 1931 : Night Beat (en)
- 1932 : Sally of the Subway
- 1932 : Docks of San Francisco
- 1932 : Sin's Pay Day (en)
- 1932 : Passport to Paradise
- 1932 : The Widow in Scarlet
- 1933 : Treason
- 1933 : The Thrill Hunter (en)
- 1933 : The Women in His Life
- 1934 : Lazy River
- 1934 : The Fighting Ranger (en) de George B. Seitz
- 1935 : Buried Loot
- 1935 : Society Doctor
- 1935 : L'Ombre du doute (Shadow of Doubt)
- 1935 : Times Square Lady
- 1935 : Calm Yourself
- 1935 : L'Évadée (Woman Wanted)
- 1935 : Alibi Racket
- 1935 : Desert Death
- 1935 : Un bienfait dangereux (Kind Lady)
- 1936 : Exclusive Story (en)
- 1936 : Absolute Quiet
- 1936 : The Three Wise Guys
- 1936 : Le Dernier des Mohicans (The Last of the Mohicans)
- 1936 : Tarzan s'évade (Tarzan Escapes) (non crédité)
- 1936 : Mad Holiday
- 1937 : Sous le voile de la nuit (Under Cover of Night)
- 1937 : Mama Steps Out
- 1937 : Secrets de famille (A Family Affair)
- 1937 : La Treizième Chaise (The Thirteenth Chair)
- 1937 : Une femme jalouse (Between Two Women)
- 1937 : My Dear Miss Aldrich
- 1937 : La Famille Hardy en vacances (You're Only Young Once)
- 1938 : Andy Hardy's Dilemma: A Lesson in Mathematics... and Other Things
- 1938 : Les Enfants du Juge Hardy (Judge Hardy's Children)
- 1938 : Yellow Jack
- 1938 : L'amour frappe André Hardy (Love Finds Andy Hardy)
- 1938 : André Hardy Cow-Boy (Out West with the Hardys)+
- 1939 : André Hardy millionnaire (The Hardys Ride High)
- 1939 : 6000 Enemies
- 1939 : Tonnerre sur l'Atlantique (Thunder Afloat)
- 1939 : André Hardy détective (Judge Hardy and Son)

#### Années 1940
- 1940 : André Hardy va dans le monde (Andy Hardy Meets Debutante)
- 1940 : Kit Carson
- 1940 : Meurtre en plein ciel (Sky Murder)
- 1940 : Gallant Sons
- 1941 : La vie commence pour André Hardy (Life Begins For Andy Hardy)
- 1941 : La Secrétaire privée d'André Hardy (Andy Hardy's Private Secretary)
- 1942 : A Yank on the Burma Road
- 1942 : André Hardy fait sa cour (The Courtship of Andy Hardy)
- 1942 : Mister Gardenia Jones
- 1942 : Pierre des plaines (Pierre of the Plains)
- 1942 : La Double Vie d'André Hardy (Andy Hardy's Double Life)
- 1944 : André Hardy préfère les brunes (Andy Hardy's Blonde Trouble)

### comme scénariste

#### Années 1910
- 1914 : Les Périls de Pauline (The Perils of Pauline) de Louis Gasnier
- 1914 : Les Mystères de New York (The Exploits of Elaine)
- 1915 : The New Adventures of J. Rufus Wallingford
- 1915 : The Galloper
- 1915 : Simon, the Jester
- 1915 : The Spender
- 1915 : The Closing Net
- 1915 : Nedra
- 1915 : The Beloved Vagabond
- 1916 : The King's Game
- 1916 : The Precious Parcel
- 1916 : Le Masque aux dents blanches (The Iron Claw)
- 1916 : The Shielding Shadow
- 1916 : The Light that Failed
- 1917 : The Hunting of the Hawk (en)
- 1917 : Blind Man's Luck (en)
- 1917 : La reine s'ennuie (The Fatal Ring) de lui-même
- 1917 : The Last of the Carnabys
- 1918 : The Naulahka (en) de George Fitzmaurice
- 1919 : Par amour (The Lightning Raider)

#### Années 1920
- 1920 : The Phantom Foe
- 1920 : Rogues and Romance
- 1926 : The Ice Flood (en)
- 1927 : L'Escalier des cent marches (The Warning)

#### Années 1930
- 1932 : Sally of the Subway
- 1932 : Passport to Paradise
- 1932 : Love in High Gear
- 1934 : Les Amants fugitifs (Fugitive Lovers), de Richard Boleslawski
- 1935 : Buried Loot

### comme producteur
- 1919 : Par la force et par la ruse (The Black Secret)
- 1920 : Velvet Fingers
- 1920 : Rogues and Romance
- 1921 : The Yellow Arm
- 1921 : Hurricane Hutch
- 1922 : Go Get 'Em Hutch
- 1922 : Speed
- 1923 : Plunder
- 1941 : La vie commence pour André Hardy (Life Begins For Andy Hardy)

### comme acteur
- 1914 : Les Mystères de New York (The Exploits of Elaine)
- 1916 : Le Masque aux dents blanches (The Iron Claw) de lui-même et Edward José
- 1919 : Par la force et par la ruse (The Black Secret) : rôle indéterminé
- 1919 : Bound and Gagged : Archibald A. Barlow
- 1919 : Par la force et par la ruse (The Black Secret)
- 1920 : Pirate Gold (en) de George B. Seitz : Ivanhoe 'Hoey' Tuttle
- 1920 : Velvet Fingers : Velvet Fingers
- 1920 : Rogues and Romance : Reginald Van Ransen
- 1921 : Les Rôdeurs de l'air (The Sky Ranger) : George Oliver Rockwell